# Kira Jarmysz
Kira Aleksandrowna Jarmysz (ros. Кира Александровна Ярмыш, ur. 11 października 1989 w Rostowie nad Donem) – rosyjska pisarka i działaczka społeczna. Była rzeczniczka prasowa rosyjskiego polityka opozycyjnego Aleksieja Nawalnego i założonej przez niego Fundacji Walki z Korupcją.

## Życiorys

### Wczesne lata
Kira Jarmysz urodziła się 11 października 1989 roku w Rostowie nad Donem. Uczyła się w znajdującym się w tym mieście Liceum nr 1, a w 2007 roku wzięła udział w telewizyjnej olimpiadzie Umnicy i umniki (Умницы и умники), w której finale zwyciężyła. Zwycięstwo w olimpiadzie umożliwiło jej dostanie się na Moskiewski Państwowy Instytut Stosunków Międzynarodowych bez egzaminów wstępnych. Na uczelni tej studiowała na kierunku „dziennikarstwo międzynarodowe” ze specjalizacją w public relations. Po ukończeniu studiów pracowała najpierw w służbie prasowej Muzeum Sztuk Pięknych im. Puszkina w Moskwie, a następnie w służbie prasowej linii lotniczych UTair.

### Współpraca z Aleksiejem Nawalnym
W 2013 roku Jarmysz wzięła udział jako wolontariuszka w kampanii wyborczej Aleksieja Nawalnego w wyborach na mera Moskwy. W sierpniu następnego roku objęła stanowisko rzecznika prasowego zarówno samego Nawalnego, jak i założonej przez niego Fundacji Walki z Korupcją (FBK) po wygraniu ogłoszonego przez Nawalnego konkursu na obsadę zwolnionego przez dotychczas zajmującą je Annę Wiedutę stanowiska. Jarmysz wygrała konkurs mimo nieposiadania dyplomu z wyróżnieniem, którego posiadanie obejmowały konkursowe wymagania. Jak sama mówiła w wywiadzie z 2020 roku, charakter jej pracy dla Nawalnego na przestrzeni lat „zmieniał profil”: zaczynała jako rzeczniczka prasowa, a wówczas bardziej zajmowała się produkcją wideo przy filmach zamieszczanych na kanale Nawalnego w serwisie YouTube.
W 2017 roku Jarmysz była współgospodarzem kilku wydań programu Nawalny 20:18 i we własnym imieniu wygłaszała w internecie oświadczenia antykorupcyjne. W maju tego roku opublikowała na stronie internetowej Aleksieja Nawalnego film poświęcony Jurijowi Kowalczukowi, przedsiębiorcy, a prywatnie przyjacielowi prezydenta Rosji Władimira Putina, w którym stwierdziła, że do Kowalczuka należą wszystkie telewizje, stacje radiowe i gazety w Rosji. Po publikacji film został skrytykowany przez redaktorkę dziennika „Wiedomosti” Ksieniję Boliecką, która wskazała szereg obecnych w nim istotnych błędów natury merytorycznej. W następstwie krytyki Jarmysz przyznała się do wystąpienia w filmie błędów merytorycznych i usunęła go z sieci.
W styczniu 2018 roku sąd okręgu simonowskiego w Moskwie aresztował Kirę Jarmysz na 5 dni za udostępnienie w serwisie Twitter filmu, który „wyrażał negatywny stosunek do jednego z zarejestrowanych kandydatów na prezydenta Rosji”. W maju tego roku Jarmysz została wraz z kilkoma innymi współpracownikami Aleksjeja Nawalnego zatrzymana w związku z organizowaniem protestów przed inauguracją prezydencką Władimira Putina, a następnie aresztowana na 25 dni przez sąd rejonu twerskiego w Moskwie, który uznał ją za winną wielokrotnego naruszenia porządku organizowania przedsięwzięć masowych.

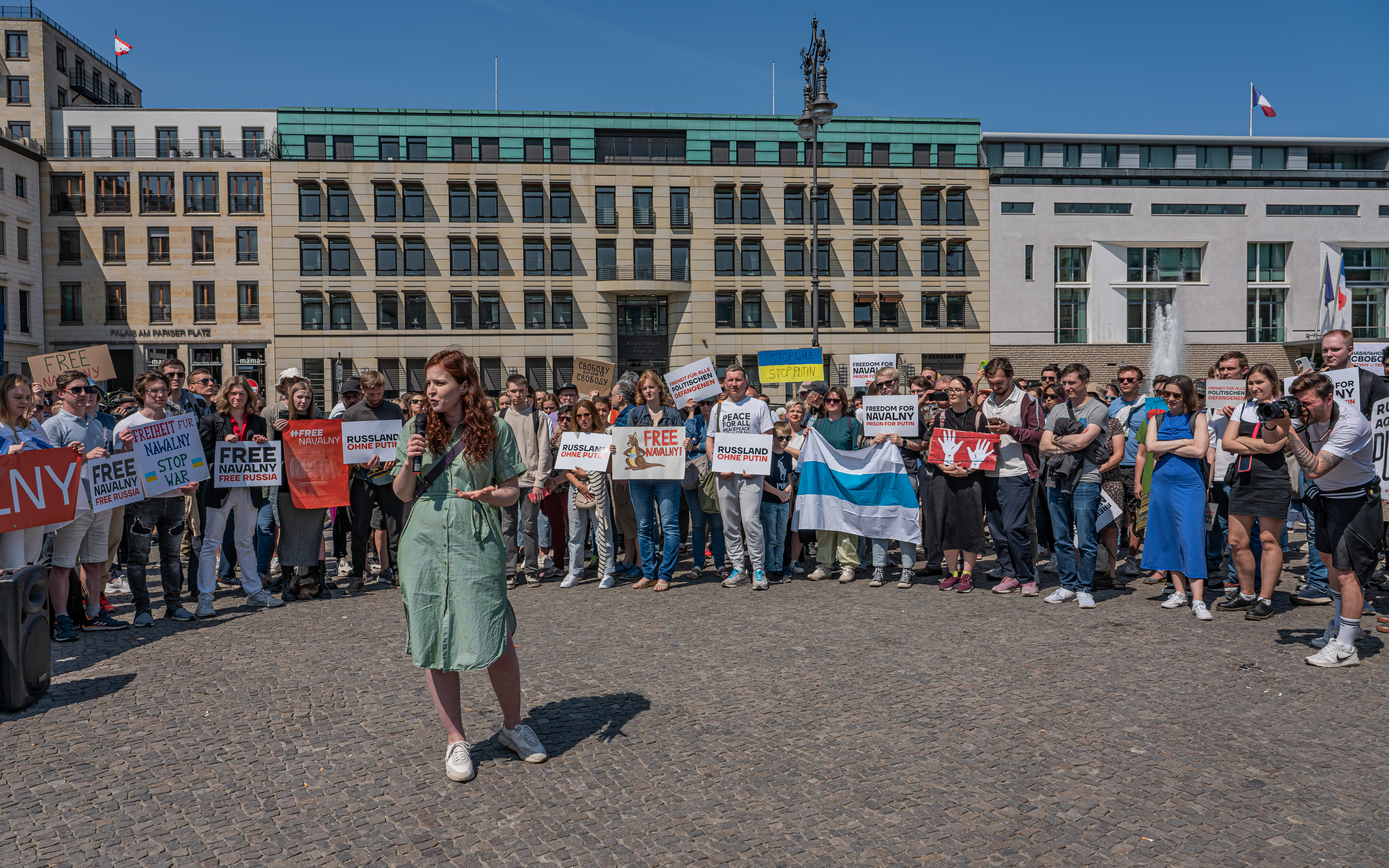
Kira Jarmysz podczas protestu w obronie Aleksieja Nawalnego i przeciwko inwazji Rosji na Ukrainę przy Bramie Brandenburskiej w Berlinie w 2023 roku

21 stycznia 2021 roku Kira Jarmysz i Gieorgij Alburow, pracownik oddziału śledczego FBK, zostali zatrzymani za, jak podała państwowa agencja informacyjna TASS, podżeganie do nielegalnych protestów (zaplanowanych na 23 stycznia w obronie zatrzymanego kilka dni wcześniej Aleksieja Nawalnego). Dzień później aresztowano ją na 9 dni pod zarzutem organizowania wydarzeń publicznych bez powiadomienia władz. 1 lutego tego roku sąd rejonu basmannego w Moskwie umieścił Jarmysz w areszcie domowym do 23 marca z powodu rzekomego naruszenia przez Jarmysz środków bezpieczeństwa zdrowotnego wprowadzonych w celu powstrzymania rozprzestrzeniania się koronawirusa (tzw. sprawa sanitarna) poprzez wzywanie do masowych protestów w celu wsparcia Aleksieja Nawalnego. 18 marca 2021 roku sąd przedłużył areszt domowy do 23 czerwca tego roku. Wcześniej, 8 lutego, Stowarzyszenie Memoriał uznało Jarmysz i dziewięciu innych rosyjskich opozycjonistów oskarżonych w tzw. sprawie sanitarnej za więźniów politycznych. 16 sierpnia sąd preobrażeński w Moskwie skazał Jarmysz na półtora roku ograniczenia wolności w związku z tzw. sprawą sanitarną. Jednak zgodnie z informacjami agencji prasowej Interfax, dwa dni później, przed uprawomocnieniem się wyroku, Jarmysz wyjechała z Rosji do fińskich Helsinek.
14 października 2022 roku Ministerstwo Sprawiedliwości Federacji Rosyjskiej uznało Kirę Jarmysz za „agenta zagranicznego”.
29 stycznia 2024 roku sąd rejonu basmannego w Moskwie zaocznie aresztował Jarmysz i kilku innych współpracowników Aleksieja Nawalnego w związku z oskarżeniem o organizowanie społeczności ekstremistycznej. Oprócz tego Jarmysz zarzucono tworzenie fake newsów na temat Sił Zbrojnych Federacji Rosyjskiej.

### Kariera literacka
W październiku 2020 roku Kira Jarmysz wydała nakładem wydawnictwa Corpus swoją debiutancką powieść, Niewierojatnyje proissziestwija w żienskoj kamierie nr 3 (Невероятные происшествия в женской камере № 3)”. Główną bohaterką książki jest Ania, która trafia do specjalnego aresztu za udostępnienie wiadomości o proteście antykorupcyjnym i wchodzi w relacje z kilkoma przebywającymi tam w związku ze sprawami administracyjnymi kobietami. Według samej autorki historia ukazana w książce jest fikcyjna, ale „zawiera także to, co sama widziała”. Do napisania książki przekonał Jarmysz sam Aleksiej Nawalny. Powieść spotkała się z pozytywnymi ocenami ze strony m.in. Dmitrija Bykowa i Borisa Akunina.
W 2022 roku nakładem Corpus ukazała się druga powieść Jarmysz, Charassmient (Харассмент).

## Życie prywatne
W 2015 roku pojawiły się niepotwierdzone informacje o ślubie i późniejszym rozwodzie Kiry Jarmysz z mężczyzną o imieniu Aleksandr. Później zaczęła spotykać się z Rusłanem Szawieddinowem, kierownikiem projektów Fundacji Walki z Korupcją.

## Publikacje
- Niewierojatnyje proissziestwija w żienskoj kamierie nr 3(inne języki) (Невероятные происшествия в женской камере № 3; 2020, Corpus)
- Charassmient (Харассмент; 2022, Corpus)